# Min Frälsare, vad själave
Min Frälsare, vad själave är en passionspsalm, Ach Heyland sein av tysken Johann Qvirsfeld från 1682 och översattes av Andreas Petri Amnelius 1690.  Psalmen bearbetades något 1936.

## Publicerad som
- Nr 155 i 1695 års psalmbok under rubriken "Om Christi Lidande".
- Nr 84 i 1819 års psalmbok under rubriken "Jesu lidande, död och begravning: Jesus lider i Getsemane, förnekas och fängslas".
- Nr 84 i 1937 års psalmbok under rubriken "Passionstiden".